# Río Yeltes
Der Río Yeltes ist ein ca. 116 km langer östlicher Nebenfluss des Río Huebra in der zentralspanischen Provinz Salamanca in der Autonomen Gemeinschaft Kastilien und León.

## Verlauf
Der Río Yeltes entsteht aus dem Zusammenfluss mehrerer Quellbäche (arroyos) beim Monasterio de Nuestra Señora de Porta Coeli auf dem Gemeindegebiet (municipio) von Cilleros de la Bastida in der Sierra de las Quilamas, einem Teil des Iberischen Gebirges, im Südosten der Provinz Salamanca in einer Höhe von ca. 1100 m. Sein Verlauf führt stetig in nordwestliche Richtungen durch dünn besiedeltes Gebiet; ca. 5 km südwestlich der Ortschaft Yecla de Yeltes im Nordwesten der Provinz Salamanca mündet er in den Río Huebra.

## Ortschaften
Zahlreiche Ortschaften tragen den Beinamen de Yeltes, obwohl sie nicht in unmittelbarer Nähe des Flusses liegen. Auch eine Verwaltungseinheit (comarca) trägt den Namen Campo de Yeltes.
- Puebla de Yeltes, Aldehuela de Yeltes, Alba de Yeltes, Villares de Yeltes

## Sehenswürdigkeiten
Etwa 6 km westlich der Ortschaft Retortillo befindet sich ein Kurbad direkt am Fluss.